# Залізняк

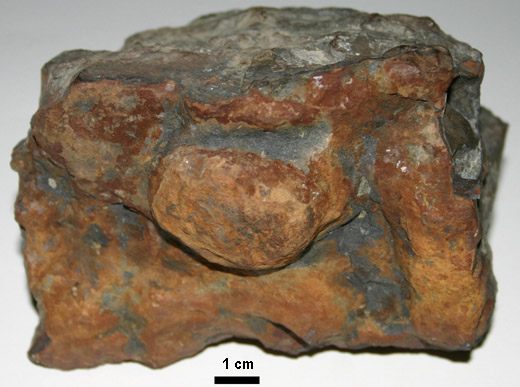
Залізняк. Кентуккі, США.

Залізняк (рос. железняк, англ. iron ore, нім. Eisenerz n) — загальна назва оксидів заліза.
Староукраїнські назви — залізовець, желізнець.
Залізняк — осадова порода, яка або осідає безпосередньо у вигляді залізистого осаду, або створена шляхом хімічної заміни, яка містить значну частку сполук заліза, з якої можна виплавляти залізо.
Світові запаси залізняку складають близько 160 млрд т, з них 27,4 млрд т в Україні.

## Різновиди залізняку
Розрізняють:
- блискучий залізняк (блиск залізний);
- бурий залізняк (1. природна прихованокристалічна суміш, яка складається з гетиту, лімоніту, гідроксидів кремнезему і глинистих мінералів; 2. лімоніт);
- бурий шлакоподібний залізняк (стильпносидерит — відміна лімоніту, яка містить кілька процентів Р2О5);
- вохристий червоний залізняк (суміш гематиту з лімонітом);
- вуглистий залізняк (суміш сидериту з вугіллям і глиною);
- глинистий бурий залізняк (вохристий гематит, часто змішаний з глиною);
- глинистий червоний залізняк (глина в суміші з лімонітом, гематитом або сидеритом);
- жовтий залізняк (лімоніт);
- магнітний залізняк (застаріла назва магнетиту);
- магнітний титановий залізняк (титаномагнетит);
- магнітний шлаковий залізняк (титаномагнетит);
- смолистий залізняк (стильпносидерит);
- титанистий залізняк (застаріла назва ільменіту);
- титанистий октаедричний залізняк (застаріла назва титаномагнетиту);
- хромистий залізняк (застаріла назва хроміту);
- червоний залізняк (гематит у вигляді щільних агрегатів);
- червоний оолітовий залізняк (тонкокристалічний гематит у вигляді оолітів);
- чорний залізняк (застаріла назва псиломелану);
- шпатовий залізняк (частково лімонітизований сидерит).

Найпоширенішими є бурий, магнітний і червоний залізняк.